# حفاری به چین
حفاری به چین (به انگلیسی: Digging to China) فیلمی محصول سال ۱۹۹۷ و به کارگردانی تیموتی هاتن است. در این فیلم بازیگرانی همچون کوین بیکن، مری استوارت مسترسون، کتی موریارتی، ایوان ریچل وود و ماریان سلدس ایفای نقش کرده‌اند.